# 柊小学校恋愛くらぶ
『柊小学校恋愛くらぶ』（ひいらぎしょうがっこうれんあいくらぶ）は、あづまゆきによる日本の漫画作品。
『コミックハイ!』（双葉社）において、2007年12月号から2012年2月号まで連載された。単行本は同社のアクションコミックスより全7巻が刊行されている。キャッチコピーは「おませな小学生のちょっぴり危ない（!?）部活動」。

## あらすじ
高校生の姉の影響で恋愛に関心を持つ小学生の雛子は、『本当に好きな人ができてから失敗なんてできない』と同じクラスの蛍と澪を誘い恋愛部を作るのだが…。

## 登場人物

### 柊小学校恋愛部
桜井雛子（さくらい ひなこ）
本作の主人公。4月24日生まれ。桜井家の三女で小学5年生。
明るくて好奇心旺盛な性格。恋愛に興味を持っているが、柊は小学校から高校まで男子生徒と女子生徒が校舎別の為、ちゃんと恋愛出来るのか心配になる。しかし部活なら常に男女一緒にいれる為、恋愛部を設立し、部長になる。林間学校で出会った海の事が気になる様子。
姉と彼氏のHしてるのを見てしまい、Hにも興味を示し、優からHと自分の局部の事を多少教えてもらう。その後も性教育によって、性交や子供の作り方を知ったり、薬局でゆなと知り合って親しくなった際、彼女からAVを見せられたり、オナニーの事を教えてもらう。恋愛部での活動を通じて「恋愛とは、好きな人のことを想って、自然に行動できること」に気付き、恋愛部を解散することにした。
ゆなが携帯電話を持っていることを羨ましがったことから、夏休みの宿題を一週間以内に終わらせる約束を果たし、携帯電話を買ってもらう。
23歳時にはイベント会社企画事務で働いている。
霧生蛍（きりゅう ほたる）
雛子と同じクラスの友人で、恋愛部の部員。12月14日生まれ。
眼鏡をかけていて、冷静で大人っぽい。本を読む事が多い。運動は苦手。雛子が書いた恋愛部の申請書に自分の名前も入っていた為、恋愛部に入る事になった。Hな事には免疫が出来ているらしく、恥ずかしがってる描写は少ない。同じく大人っぽくてHな事を知っている優とは大人な会話をする。優が雛子に余計な事を言ったりしたりしないようにするストッパーでもある。
4歳の時に両親を亡くした後、霧生家に引き取られた。養父母は家を留守にしがちな為、携帯電話を所有。清司という年配の男性と援助交際をしており、清司に段々と好意を抱くようになるが、清司が自身の伯父だったことを知り、失恋してしまう。中学からは女子校の進学校に通うようになる。
23歳時には医学部学生として活動している。
日下部澪（くさかべ みお）
雛子と蛍と同じクラスの友人で、恋愛部の部員。7月29日生まれ。
活発な性格で、男っぽい喋り方をする。胸が大きい。恋愛部に入った理由は蛍と同じ。雛子を「ひな」と呼んでいる。運動神経抜群で、女子生徒からの人気が高い。男の兄弟がいるが、品は良くないらしい。幼馴染である大樹の事が好きな様子。
ゆなにかまけてばかりの雛子に嫌気が差して恋愛部をやめようとした矢先、初潮を迎えた。その後、雛子とも和解するが、ゆなとは衝突が絶えない。中学は雛子と一緒の学校に通う。
23歳時には水泳のスポーツインストラクターを務めている。
上条ゆな（かみじょう ゆな）
柊小学校の生徒で雛子の友人。10月10日生まれ。
縦ロールの髪型をした少女。父親は広告代理店に勤務しており、母親は婦人会の会長を務めており、兄は大学生で現在は一人暮らしをしている。両親が留守がちなこともあってか携帯電話を所持。両親が留守の間は食事は出前がほとんど。両親にピアノやバレエ、華道や茶道を習わせられたが、どれも長続きしなかった。
幼い頃から優秀な兄と比較されており、兄の部屋からアダルトDVDが見つかった時も「ゆながだらしないから、兄まで悪影響を受ける」と濡れ衣を着せられた。夏休み、偶然薬局で雛子と出会い、その後、同じ学校であった事から親しくなり、彼女の友人になる。兄のアダルトDVDの影響もあって、小学生にしてはかなり大人びた思考をしていてHに対してもかなりの知識を持っており、雛子にアダルトDVDを見せたり、オナニーを教えたりした。携帯サイトでの援助交際が元で大口兄弟に酷い目に遭わされかけるが、優のおかげで間一髪助かる。事件後、月子に論されたことで立ち直り、優にも好意を抱くようになり、また、その事がきっかけで恋愛部に入部した。中学からは父の転勤先のイギリスで生活するようになるが、最終回エピローグでは帰国。
23歳時には女子高生向け雑貨のセレクトショップ店長として活動中。
織倉海（おりくら かい）
柊小学校の生徒。11月13日生まれ。
淡白な性格だが、好きなことに関してはよく喋る。魚が好きで、その知識も豊富。
林間学校で膝を怪我した雛子に絆創膏を渡したのがきっかけで、雛子は彼の事が気になっている。のちに雛子に言われるまでこの時の事は覚えていなかったらしい。雛子の要望で、優たちに誘われるまま視聴覚室で野球拳をする事になる。負けたら恋愛部に入るという事を知らされていなく、自分は勝ったが連帯責任として入部させられることになった。雛子が形の恋愛に拘っている姿勢を良く思っておらず、退部することにした。
23歳時には、アパレル会社で営業を担当しており、取引先の発注ミスを解決するが、そのミスをした社員が雛子であったことを知る。雛子の謝罪に対して「大変だったが、良い経験になった」と告げ、食事を奢ることを条件に雛子を許した。
赤瀬優（あかせ ゆう）
柊小学校の生徒。2月29日生まれ。
成績は優秀な上、リーダー気質で面倒見が良い。強がっているのか、弱音を吐かない。両親が離婚していて、姉と2人で暮らしている。海と大樹と仲が良いが、同じクラスかは不明。
姉と蛍とは同じニオイがすることからか、蛍に興味を持つ。蛍と同じく冷静で大人びていてHな事も知っており、恥ずかしがってる描写はなく、Hなこともストレートに言う。野球拳で勝てば恋愛部に入ってもいいと言ったが、負けた為、入部する事になった。
23歳時の動向は不明。
菊池大樹（きくち だいき）
海と同じクラスの生徒。5月12日生まれ。
澪の幼馴染。やんちゃな性格で澪をからかうことも多い。
恋愛部に入るように進められるも乗り気ではなかったが、野球拳で負けたら入るということになり、最後の優が負けた為、連帯責任として入部する事になった。
23歳時にはエクササイズインストラクターを務めている。

### 柊小学校教員
藤矢稔（ふじや みのる）
雛子のクラスの担任。6月30日生まれ。
生徒から付けられたあだ名は「ふじやん」過去の経験から恋愛にあまり良いイメージを持っておらず、小学生が恋愛に興味を持つのは早過ぎと考え、恋愛部や男子の入部は快く思っていない。去年、優がいるクラスの副担任をやっていた。
来栖月子（くるす つきこ）
柊小学校の保険医で恋愛部の顧問の先生。9月1日生まれ。
おしとやかな性格で巨乳美人。右目の辺りに泣きぼくろがある。料理が得意。恋愛に関してはいろいろ考えており、真逆の藤矢をからかうこともある。
恋愛部という名前はいかがわしいものを想像させることから連携相性研究部。略して、れんあい部というこじつけで校長に部の設立許可を取り、保健室は恋愛部の部室代わりとなる。
少女時代は両親からの期待が大きかったために英才教育を受けていたがどれも長続きせず、中学生のときには両親の期待についに耐えられなくなって、テレクラ通いを始めるようになったが、そこで無理やり性的な写真を撮られそうになり、間一髪のところで警察に保護され、そのときに自分を保護した警察官と恋人になった。この経験からゆなが携帯サイトでの援助交際で保護された後、自分と同じ境遇にあった彼女を諭し、励ましの言葉をかけ、彼女を立ち直らせた。
恋人は成人式の日に仕事場からプロポーズをしに来て、その後に事故死している。彼に未練があるようでプロポーズされた際に貰った指輪を3年たった今でも薬指にはめている。

### 恋愛部の家族
桜井小鳥（さくらい ことり）
雛子の姉で桜井家の次女の高校生。5月5日生まれ。
部屋は妹と一緒。高校の先輩・俊と付き合っている。告白は自分からした。雛子が外出したさいに俊を呼んだが雛子が途中で帰ってきて、クローゼットの中にいることを知らず、その部屋で性行為をしているところを雛子に目撃された。
小鳥が主役の番外話もある。
高原美羽（たかはら みう）
雛子のもう1人の姉で桜井家の長女。1月3日生まれ。
雛子や小鳥とは対照的におしとやかな雰囲気の女性。現在は嫁いでおり、妊娠を報告するために実家に戻ってきた。
桜井夫人
雛子を初めとした姉妹の母親。
雛子が夏休み夏休みの宿題を一週間以内に終わらせる約束を果たしたことから、携帯電話を買ってあげた。
霧生光子（きりゅう みつこ）
蛍の養母。
夫婦揃って仕事に多忙な日々を送っているが蛍への連絡は欠かさずにいる。しかし、蛍によると「金持ちが世間に善人であることをアピールするためだけに、蛍を養子にした」らしい。劇中では存在が触れられただけで本人も夫も登場せず。
蛍の母
蛍の実母。
蛍が4歳の時に夫と共に事故で亡くなる。写真内のみの登場。
錦清司（にしき せいじ）
蛍が援助交際している年配の男性。
蛍からは素っ気無い態度をとられているが蛍のことを大事にしており、蛍も清司のことを憎らしくも思っている。過労で倒れた際には蛍による発見が早かった為、大事には至らなかった。
実は蛍の母の兄にして、蛍の伯父。蛍の両親が事故で亡くなったときは海外におり、5年後に帰国して、事情を知るが既に蛍は養子に出された後であった。その後、街中で蛍を見かけ、姪の蛍を支えるようになった。
日下部滝（くさかべ たき）
澪の弟。
やんちゃな性格で姉の澪にもタメ口を聞いている。もう1人、男兄弟がいるがどちらが兄で弟なのかは描かれなかった。
ゆなの父
ゆなの父親。広告代理に勤めている。
ゆなが援助交際の被害に遭ったことを知り、警察署に迎えに来るがゆなを引っ叩き、口論になる。その後、ゆなはしばらくの間、自宅謹慎になった。
赤瀬麗（あかせ れい）
優の姉。8月14日生まれ。
CLUB LOSEというスナック店でホステスとして働いている。ホステスということもあり、派手な外見をしているが実際は礼儀正しい女性。

### その他の人物
俊（しゅん）
小鳥の学校の先輩で恋人。現在、受験生。
大口保（おおぐち たもつ）
大口兄弟の兄のほう。
ゆなが携帯サイトで呼び出した男性だがオタク風の青年で外見も冴えないことからゆなに無視される。しかし、弟のを使ってゆなをラブホテルに誘導して、ゆなを玩ぶが、優が連れて来た警察官に逮捕される。その後、自宅からは自ら撮影したと思われる猥褻なDVDや写真などが多数押収された。
大口幸利（おおぐち ゆきとし）
保の弟。イケメンの青年で兄の援助交際に協力しており、気に入ったものがあれば自分も楽しんでいる。
トシという偽名でゆなを誘い出して、保の元に誘導した後、姿を消した。その後、保が逮捕されたことで自身も逮捕される。
月子の彼氏
月子の恋人の男性警察官。
月子が中学生の時に知り合い、当時の月子がテレクラのいたずらが祟って、無理やり性的な写真を撮られそうになった際に間一髪現れて月子を救い、荒んでいた月子に「俺が愛してやる」と発言したことで月子の心を動かした。月子が高校生になってから付き合うようになり、月子の成人式の日に指輪をプレゼントするが無断で仕事場から抜け出したために急いで仕事場に戻ろうとして、事故に遭い、亡くなってしまう。

## 舞台設定
柊小学校
物語の舞台となる私立小学校。高校まで一貫した教育を行っている。校舎が男子部と女子部で分かれており、授業はそれぞれ別に行われている。私立小学校であるため制服があり、男子、女子共にセーラー服(男子は半ズボン、女子はスカート)である。
恋愛部
恋愛の練習をするという部活。デートの練習をするなどの活動を行っている。雛子が将来恋愛に失敗しないように練習した方が良いと考えたことから生まれた。来栖先生が顧問。シンボルマークはハートと初心者マークを合わせたような物。当初は雛子、澪、蛍といった女子部員だけだったが、後に海、大樹、優といった男子部員も加わる。キャラクターブックに書き下ろされた話で恋愛の本質に気付いた雛子の意思で解散となったことが明かされた。ただし、解散後も交流は続けており、海を除く元部員全員で水泳大会に出場した澪を応援しに行っていた。

## 書誌情報
あづまゆき 『柊小学校恋愛くらぶ』 双葉社〈アクションコミックス〉
1. 2008年8月11日第1刷発行 ISBN 978-4-575-83513-7
2. 2009年3月12日第1刷発行 ISBN 978-4-575-83590-8
3. 2009年9月12日第1刷発行 ISBN 978-4-575-83669-1
4. 2010年6月11日第1刷発行 ISBN 978-4-575-83778-0
5. 2011年5月12日第1刷発行 ISBN 978-4-575-83907-4
6. 2012年3月12日第1刷発行 ISBN 978-4-575-84043-8
7. 2012年3月12日第1刷発行 ISBN 978-4-575-84044-5

同人誌
- 柊小学校恋愛くらぶ キャラクターブック
  - 単行本6･7巻発売と同じくして一部の同人誌販売店で販売された同人誌。単行本未収録のエピソードや登場人物の設定等が収録されている。